# Бад-Орб
Бад-Орб (нім. Bad Orb) — місто в Німеччині, знаходиться в землі Гессен. Підпорядковується адміністративному округу Дармштадт. Входить до складу району Майн-Кінціг.
Площа — 47,78 км2. Населення становить 10 295 ос. (станом на 31 грудня 2020).